# Gure Esku
Gure Esku (hasta 2019 Gure Esku Dago, traducción: '[Está] en nuestras manos') es una asociación cultural fundada en 2013 que se define como una iniciativa ciudadana plural y participativa que trabaja por el derecho de autodeterminación de Euskal Herria, ofreciendo su apoyo a diversas iniciativas locales y organizando consultas populares.

## Iniciativas
Inspirándose en el éxito de la Vía Catalana, el 8 de junio de 2014 organizó una cadena humana de 150.000 personas que unió Durango con Pamplona por el «derecho a decidir» de Euskal Herria. Con idéntico objetivo, el 8 de noviembre de ese año también organizó un mosaico con miles de personas en la playa de La Zurriola.
A partir de 2016 organizó diversas consultas locales por el «derecho a decidir».
En febrero de 2019 anunció que dejaría de realizar consultas, tras la poca participación conseguida en ellas, para abordar otro tipo de iniciativas. El 31 de marzo del mismo año anunció su cambio de nombre a Gure Esku.
En junio de 2025 organizó una manifestación en Bilbao que congregó a 35 000 personas con el lema Herri libre bat. Euskal Herriak erabaki («Un pueblo libre. Euskal Herria decide»).